# يان غرانت
يان غرانت (بالإنجليزية: Ian Grant)‏ هو فيزيائي بريطاني، ولد في 15 ديسمبر 1930.